# Euglossa apiformis
Euglossa apiformis is een vliesvleugelig insect uit de familie bijen en hommels (Apidae).
De bij wordt ongeveer 1,1 tot 1,2 cm groot. De soort is bekend uit Ecuador en Peru.